# Transfiguração de Jesus

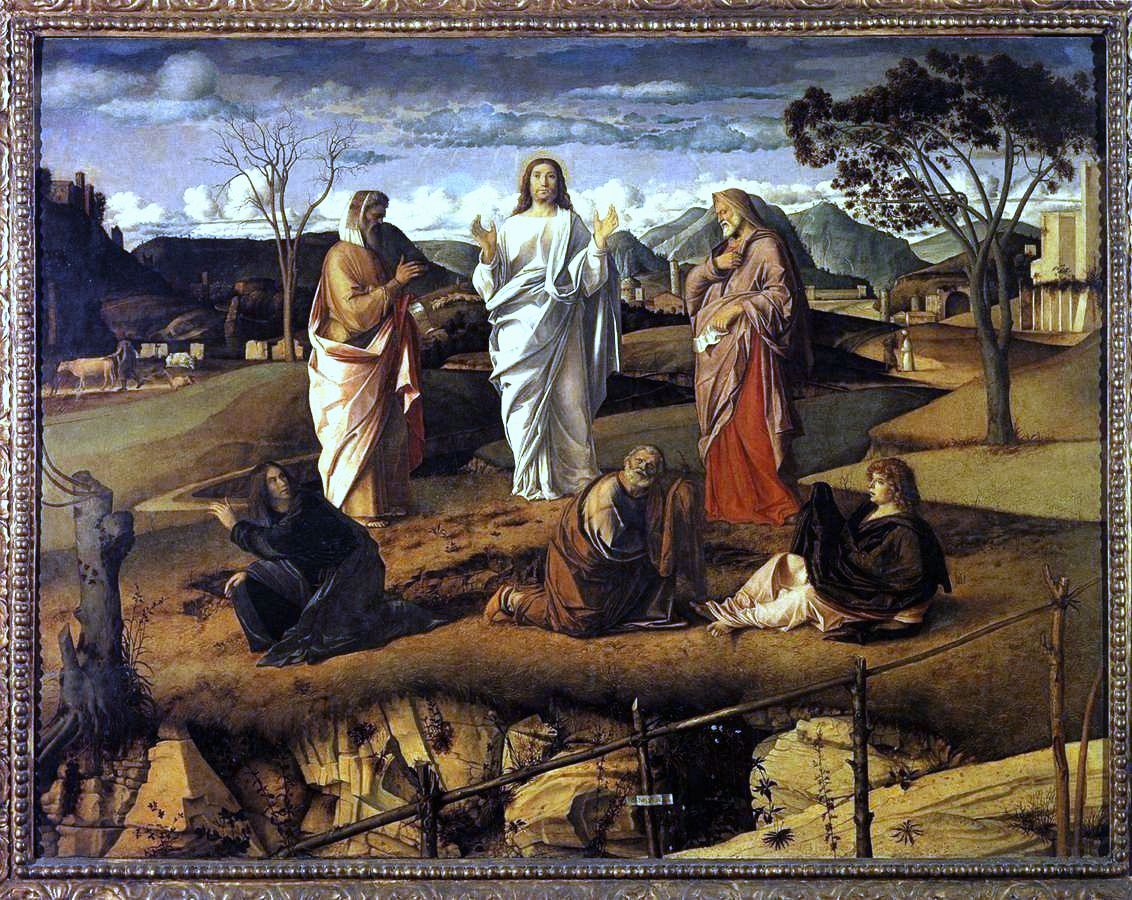
Transfiguração.
1487-1495. Por Giovanni Bellini, atualmente no Museo Nazionale di Capodimonte, em Nápoles

A Transfiguração de Jesus é um episódio do Novo Testamento no qual Jesus é transfigurado (ou metamorfoseado) e se torna radiante no alto de uma montanha. Os evangelhos sinóticos (Mateus 17:1–9, Marcos 9:2–8 e Lucas 9:28–36) e uma epístola (II Pedro 1:16–18) fazem referência ao evento. Nestes relatos, Jesus e três de seus apóstolos vão para uma montanha (conhecida como Monte da Transfiguração). Lá, Jesus começa a brilhar e os profetas Moisés e Elias aparecem ao seu lado, conversando com ele. Jesus é então chamado de Filho por uma voz no céu – presumivelmente Deus Pai – como já ocorrera antes no seu batismo.
A Transfiguração é um dos milagres de Jesus nos evangelhos, diferente dos demais pois, neste caso, o objeto do milagre é o próprio Jesus. Tomás de Aquino considerava a Transfiguração como o "maior dos milagres", uma vez que ele complementou o batismo e mostrou a perfeição da vida no céu. A Transfiguração é também um dos cinco grandes marcos da vida de Jesus na narrativa dos evangelhos (os outros são o batismo, a crucificação, a ressurreição e a ascensão).
Na doutrina cristã, o fato de a Transfiguração ter ocorrido no alto de uma montanha representa o ponto onde a natureza humana se encontra com Deus: o encontro do temporal com o eterno, com o próprio Jesus fazendo o papel de ponte entre o céu e a terra.

## Narrativa bíblica

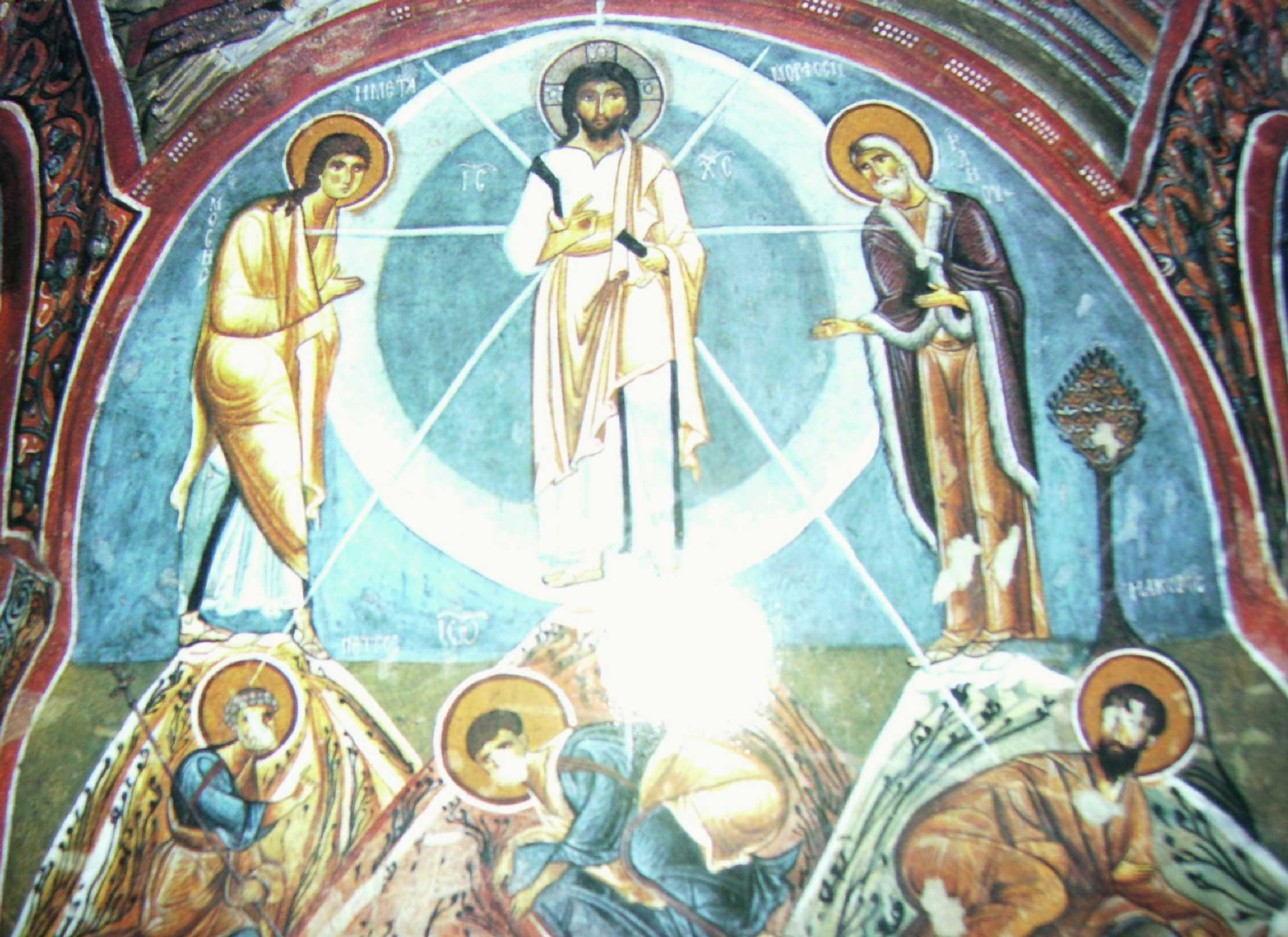
Afresco da Transfiguração.
No Parque Nacional de Goreme, na Capadócia

Nos evangelhos sinóticos, o relato da transfiguração acontece aproximadamente no meio da narrativa. Ele é um episódio muito importante e aparece logo depois de um outro também de grande importância, a chamada "Confissão de Pedro": "Você é o Cristo", servindo como mais uma revelação da identidade real de Jesus como Filho de Deus para alguns de seus discípulos.
Nos evangelhos, Jesus levou Pedro, Tiago, filho de Zebedeu, e João consigo até o alto de uma montanha cujo nome não é mencionado. Lá, Mateus 17:2 afirma que Jesus "Foi transfigurado diante deles; o seu rosto resplandeceu como o sol, e as suas vestes tornaram-se brancas como a luz." Neste momento, os profetas Elias e Moisés aparecem e Jesus começou a conversar com eles. Lucas 9:32 é mais específico e afirma que os apóstolos "viram a sua glória".
No momento que Elias e Moisés começaram a desaparecer, Pedro pergunta a Jesus se os discípulos deveriam armar três barracas para ele e para os dois profetas. Esta pergunta tem sido interpretada como uma tentativa de Pedro de manter os profetas ali por mais algum tempo. Contudo, antes que Pedro pudesse terminar, uma nuvem brilhante apareceu e uma voz nas nuvens disse: "Este é o meu Filho, o meu escolhido, ouvi-o." Os discípulos se prostraram tementes, mas Jesus se aproximou e tocou-os pedindo-lhes que não tivessem medo. Quando os discípulos olharam para o alto, já não viram mais Elias e Moisés.
Quando Jesus e os três apóstolos estavam descendo da montanha, Jesus pediu-lhes que não contassem para ninguém sobre "esta visão" até que o "Filho do homem" tivesse "ressuscitado dos mortos". Os três então questionam entre si o que Jesus quis dizer com "ressuscitado dos mortos". Além do relato principal dos evangelhos sinóticos, em II Pedro 1:16–18, o apóstolo Pedro se auto-descreve como testemunha ocular da "majestade" de Jesus.
Em outros trechos do Novo Testamento, a referência de Paulo de Tarso em 2 Coríntios 3:18 à "transformação" através da "imagem de glória em glória" se tornou a fonte teológica para considerar a transfiguração como a base para o processo que leva o fiel ao conhecimento de Deus.
Embora Mateus 17 liste o discípulo João como estando presente à transfiguração, o Evangelho de João não faz menção ao evento, à exceção, pela opinião de alguns estudiosos, de que ele parece fazer uma alusão ao fato em João 1:14. Este fato deu origem a um debate entre os acadêmicos, com alguns duvidando da autoria do Evangelho de João e outros tentando explicar esta omissão. Uma explicação (que remonta a Eusébio de Cesareia, no século IV) é que João teria escrito seu evangelho de forma a não ter muitas sobreposições com os evangelhos sinóticos, complementando-os. Além disso, a Transfiguração não é o único evento que não está presente no quarto evangelho — a instituição da Eucaristia durante a Última Ceia é outro exemplo chave — o que parece reforçar a tese de que a inclusão de episódios em João foi de fato seletiva.

## Teologia

### Importância
A teologia cristã atribui grande importância à transfiguração por diversos motivos. O evento é considerado um marco e sua localização no alto de uma montanha representa, na doutrina cristã, o ponto onde a natureza humana se encontra com Deus: o encontro do temporal com o eterno, com o próprio Jesus fazendo o papel de ponte entre o céu e a terra. Além disso, assim como no seu batismo, a transfiguração reforça a identidade de Jesus como Filho de Deus. A expressão "ouvi-o" também o identifica como sendo o mensageiro e o porta-voz de Deus. A importância desta identificação é ainda reforçada pela presença de Elias e de Moisés, pois indica aos apóstolos que Jesus é a voz de Deus e, ao invés de Elias ou Moisés, deve ser ouvido, o que, para alguns teólogos, é o sinal de que a lei do Antigo Testamento foi suplantada através da relação filial de Jesus com Deus. O trecho na epístola de Pedro ecoa a mesma mensagem: na transfiguração, Deus atribui a Jesus uma "honra e glória" especial e o evento é um momento de virada no qual Deus exalta Jesus acima de toda a criação, posicionando-o como governante e juiz.
A transfiguração também reflete o ensinamento de Jesus de que Deus não é «Deus de mortos, mas de vivos» (Mateus 22:32). Mesmo Moisés tendo morrido séculos antes e Elias tenha sido carregado para o céu (em II Reis 2:11), eles agora vivem na presença do Filho de Deus, implicando que o mesmo retorno à vida se aplica também a todos que estão sujeitos à morte e tem fé.

### Desenvolvimento da doutrina

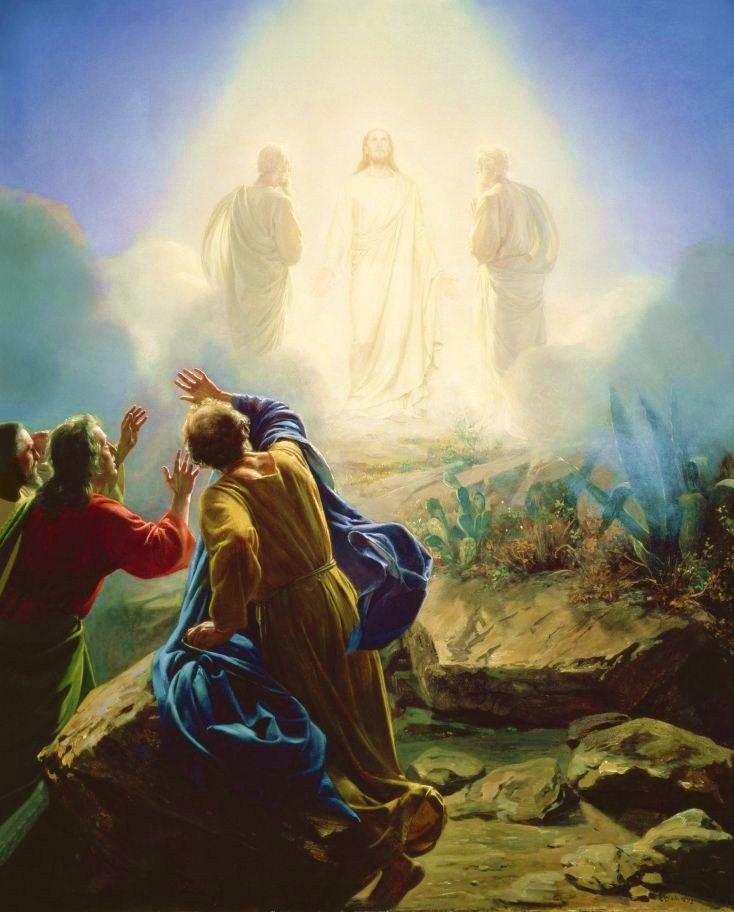
A chamada "Luz de Tabor" na Transfiguração.
Década de 1800. Por Carl Heinrich Bloch

A teologia da transfiguração recebeu bastante atenção dos padres da Igreja desde o início do primeiros dias do cristianismo. No século II, Ireneu de Lyon se mostrou fascinado pelo evento e escreveu: "a glória de Deus é um ser humano vivo e uma vida humana real é a visão de Deus". A teologia de Orígenes sobre a transfiguração influenciou a tradição patrística e se tornou a base de muitas obras teológicas posteriores. Entre outros temas, Orígenes comentou que, por conta do pedido de Jesus de que os apóstolos mantivessem segredo até a ressurreição, o estado glorificado da transfiguração e o da ressurreição certamente estão relacionados.
Os padres do deserto enfatizaram que a luz experimentada através da experiência do ascetismo e a relacionaram com a luz da transfiguração — um tema que foi desenvolvido por Evágrio do Ponto no século IV. Por volta da mesma época, Gregório de Níssa — um dos padres capadócios — e, posteriormente, Pseudo-Dionísio, o Areopagita, estavam desenvolvendo a "teologia da luz" que influenciou as tradições místicas e contemplativas bizantinas, como a Luz de Tabor e a theoria (vide hesicasmo).
A iconografia da transfiguração continuou a se desenvolver neste mesmo período e há uma representação simbólica do século VI na abside da Basílica de Sant'Apollinare in Classe e uma outra, bem conhecida, no Mosteiro de Santa Catarina, no Monte Sinai. Os padres bizantinos geralmente se valiam de metáforas fortemente visuais em suas obras, indicando que eles podem ter sido influenciados por esta iconografia. A copiosa obra de Máximo, o Confessor, pode também ter sido moldada por sua experiência contemplativa no católico do Mosteiro de Santa Catarina — um caso que não é incomum de uma ideia teológica aparecendo em ícones muito antes de aparecer na literatura.
No século VII, Máximo afirmou que os sentidos dos apóstolos foram transfigurados para permitir que eles percebessem a verdadeira glória de Cristo. Nesta mesma linha de pensamento e partindo de II Coríntios 3:18, já no final do século XIII o conceito de "transfiguração do crente" se firmou e Gregório Palamas considerava o "verdadeiro conhecimento sobre Deus" como sendo uma "transfiguração do homem pelo Espírito de Deus". A transfiguração espiritual do crente desde então continuou sendo uma forma de alcançar uma proximidade maior com Deus.
Uma das generalizações mais comuns sobre a doutrina cristã é a de que a Igreja Ortodoxa enfatiza a transfiguração enquanto que a Igreja Católica foca muito mais na crucificação. Porém, a verdade é que ambas atribuem grande importância a ambos os eventos, com algumas nuances. Entre elas estão os chamados "sinais sagrados" da imitação de Cristo. Ao contrário dos santos católicos como o Padre Pio ou Francisco de Assis (que consideravam os stigmata como um sinal da imitação de Cristo), os santos ortodoxos jamais reportaram esses sinais. Santos como Serafim de Sarov e Staretz Silouan relataram terem sido transfigurados por uma "luz interna da graça".

### Transfiguração e ressurreição

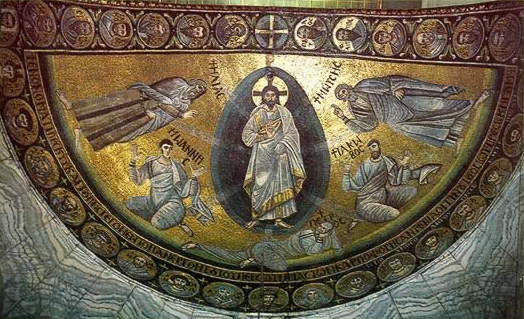
Mosaico da Transfiguração.
século VI. No Mosteiro de Santa Catarina, no Monte Sinai

A conexão entre a transfiguração e a ressurreição indicada primeiro por Orígenes continuou a influenciar o pensamento teológico por muitos anos. Ela se desenvolveu tanto na literatura quanto na iconografia, que se influenciaram mutuamente. Entre os séculos VI e IX, a iconografia da transfiguração no oriente influenciou a iconografia da ressurreição, chegando por vezes a representar várias pessoas diferentes ao lado de Cristo glorificado.
Esta relação não foi destacada apenas no oriente. No ocidente, muitos comentaristas bíblicos medievais consideravam a transfiguração como uma prévia do corpo glorificado de Cristo após a ressurreição. No século VIII, em seu sermão sobre a transfiguração, o monge beneditino Ambrósio Autpertus ligou diretamente a Ceia em Emaús à narrativa da transfiguração em Mateus e afirmou que em ambos os casos Jesus "foi mudado para uma forma diferente, não na natureza, mas na glória".
O conceito da Transfiguração como uma prévia e uma antecipação da ressurreição é composto de diversos outros conceitos teológicos. Por exemplo, está implícita uma advertência aos discípulos — e ao leitor — que a glória da transfiguração e a mensagem de Jesus só podem ser compreendidas no contexto de sua morte e ressurreição e não em si mesmas. Além disso, o evento todo pode ser compreendido com base na assertiva de Jesus em Mateus em uma de suas aparições após a ressurreição: «Foi-me dado todo o poder no céu e na terra.» (Mateus 28:16–20).

### Presença dos profetas
A presença dos profetas ao lado de Jesus e as impressões dos discípulos também foram tema de diversos debates teológicos. Orígenes foi o primeiro a comentar que a presença de Moisés e Elias representava a "Lei e os Profetas", fazendo referência à Torá. Martinho Lutero era da opinião que eles representam os 613 mandamentos e os neviim (profetas) respectivamente, e a conversa deles com Jesus representa a realização da "lei e os profetas" (veja Jesus explicando a Lei).
A presença real de Moisés e Elias no monte da Transfiguração é rejeitada pelas igrejas que acreditam no chamado "sono da alma" (mortalismo cristão) até a ressurreição dos mortos. Diversos comentaristas notaram que Jesus descreve a transfiguração utilizando a palavra grega horama que, de acordo com Thayer, é geralmente utilizada para uma visão "sobrenatural" do que para descrever eventos físicos reais e concluiu que Moisés e Elias não estavam de fato presentes.

## Monte da Transfiguração

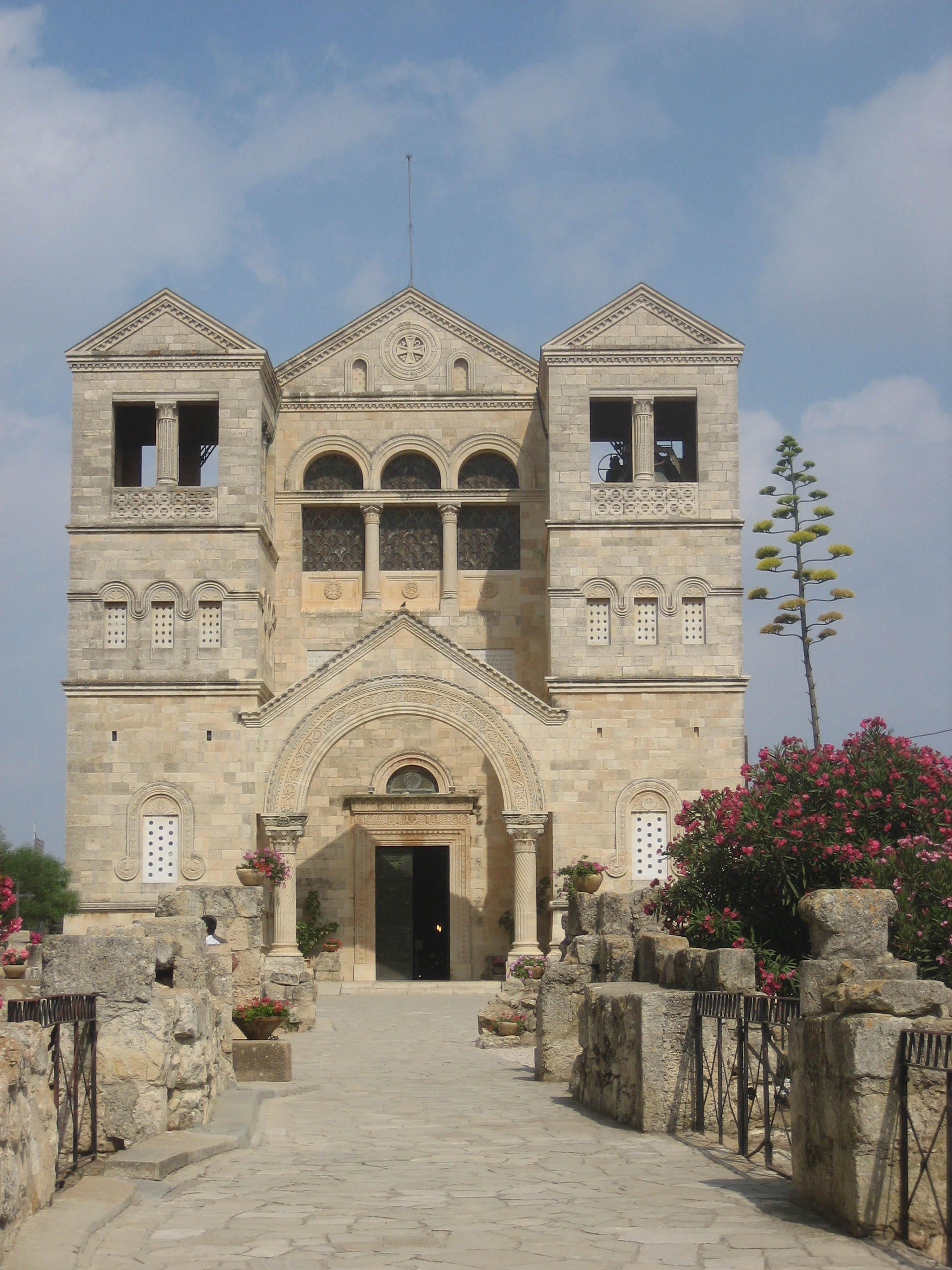
Igreja da Transfiguração, no Monte Tabor

Nenhum dos relatos bíblicos identifica a "alta montanha" da transfiguração pelo nome. Desde o século III, alguns cristãos identificam o Monte Tabor como sendo o local, inclusive Orígenes. O local é há muito tempo o destino de peregrinos e fieis e ali está a Igreja da Transfiguração. Em 1808, Henry Alford colocou em dúvida esta localização se baseando na possível localização de uma fortaleza romana no local que Antíoco, o Grande, construiu em 219 a.C. e que Josefo afirma ter sido utilizada pelos romanos durante a primeira guerra judaico-romana (após a transfiguração, portanto). Outros acadêmicos rebateram que mesmo que Tabor tenha sido fortificado por Antíoco, nada impediria que a transfiguração tenha ocorrido ali. Edward Greswell, porém, escrevendo em 1830, não viu "boas razões para questionar a antiga tradição eclesiástica que supõe que ela [a transfiguração] tenha ocorrido no monte Tabor".
John Lightfoot rejeita Tabor como sendo muito distante, mas aceita que possa ter ocorrido em "alguma das montanhas perto de Cesareia de Filipe". O candidato usual neste caso é o monte Panium, Paneas ou Banias, um pequeno morro situado perto da fonte do rio Jordão, próximo a Cesareia de Filipe. R. T. France (1987) assinala que o monte Hermon é mais perto de Cesareia, mencionada no capítulo anterior de Mateus. Da mesma forma, Meyboom (1861) identifica "Djebel-Ejeik.", o que pode ser uma confusão com Jabal el Sheikh, o nome em árabe para o monte Hermon.

## Festa e comemorações
A festa da Transfiguração é celebrada por várias denominações cristãs. As suas origens são incertas e podem estar relacionadas à dedicação de três basílicas no sopé do monte Tabor. A festa já existia de diversas formas no século IX e, na Igreja Ocidental, passou a ser universalmente celebrada em 6 de agosto quando o papa Calisto III a utilizou para celebrar o Cerco de Belgrado (1456).
Na Igreja Ortodoxa Siríaca, Ortodoxa Indiana, nas igrejas ortodoxas que se utilizam do calendário juliano revisado, na Igreja Católica e nas igrejas anglicanas a festa é observada no dia 6 de agosto. Nas igrejas ortodoxas que ainda seguem o calendário juliano, 6 de agosto cai em 19 de agosto do calendário gregoriano. A transfiguração é considerada uma festa maior, uma das Grandes Festas da Ortodoxia. Em toda estas igrejas, se a data cair num domingo, sua liturgia não é combinada com a tradicional liturgia dominical, ela a substitui completamente.
Em alguns calendários litúrgicos (como o dos luteranos, dos presbiterianos e da Igreja Metodista Unida), o último domingo da época da Epifania também é dedicado ao evento. Na Igreja da Suécia e na Igreja da Finlândia, porém, a festa é celebrada no sétimo domingo após o Domingo da Trindade, o oitavo domingo depois do Pentecostes.
No ritual romano, a perícope da transfiguração é lida no segundo domingo da quaresma, cuja liturgia enfatiza o papel que a transfiguração teve em reconfortar os doze apóstolos, dando-lhes uma prova poderosa da divindade de Jesus, um prelúdio da glória da ressurreição na Páscoa, e sobre a eventual salvação de seus seguidores à luz da aparente contradição de sua crucificação e morte. Este tema é explicado no prefácio da missa neste dia.